# Sarutobi Sasuke
Sarutobi Sasuke (猿飛佐助, Sasuke Sarutobi) foi um famoso ninja do folclore japonês. Geralmente se acredita que seja uma criação ficcional baseada no ninja históricoKozuki Sasuke (上 月 佐 助), embora alguns defendam sua existência real.

## No folclore
Sarutobi, em português 'Macaco Voador', é escrito com dois kanji; saru(猿) 'macaco', e tobi(飞) 'Vôo'. Ele era conhecido por sua agilidade e rapidez, comparadas com as de um macaco especialmente em árvores. Muitas representações o retratam como um órfão e foi criado por um bando de macacos, portanto, dando origem às habilidades de macaco.
Sasuke é comumente listado como membro/líder da Sanada Ten Braves, um lendário grupo de dez ninjas que supostamente ajudaram o senhor da guerra Sanada Yukimura nas batalhas do Castelo de Osaka durante as fases finais do período Sengoku, e ele é de longe o mais conhecido e mais popular entre eles.

## Na cultura popular
Sasuke Sarutobi é mais provável que seja um personagem fictício criado para o consumo popular, em primeiro lugar, ele poderia se dizer que só existem dentro da cultura popular. Seja qual for o caso, sua imagem tem sido muito influente na ficção ninja, no qual ele é normalmente retratado como um jovem rapaz. O personagem foi imortalizado na cultura japonesa contemporânea pela Bunko Tachikawa popular (Pocket Books) literatura infantil entre 1911 e 1925, bem como em Sasuke Sarutobi, um dos mangás escritos por Shigeru Sugiura na década de 1950 (seguido por Shōnen Jiraiya).
O nome Sasuke tornou-se algo de grande valor para os ninjas. Seu legado é quase onipresente no anime e mangá Naruto em que vários personagens são nomeados depois dele, incluindo Sasuke Uchiha, Asuma Sarutobi, Hiruzen Sarutobi, Konohamaru Sarutobi, há um personagem realmente chamado Sasuke Sarutobi (Sasuke Sarutobi é o pai de Hiruzen Sarutobi, o Terceiro Hokage). Na série Nonsense Ninja' todos os ninja do sexo masculino são chamados de Sasuke.